# ريبيكا سولير
ريبيكا سولير (بالإنجليزية: Rebecca Soler)‏ هي ممثلة أمريكية، ولدت في القرن العشرين.

## أعمال

### أفلام
- بوكيمون: لوكاريو أند ذا مايستري أوف ميو

### مسلسلات
- سلاحف النينجا

## وصلات خارجية
- الموقع الرسمي
- ريبيكا سولير على موقع IMDb (الإنجليزية)
- ريبيكا سولير على موقع ميوزك برينز (الإنجليزية)
- ريبيكا سولير على موقع قاعدة بيانات الفيلم (الإنجليزية)
- ريبيكا سولير على موقع ANN person (الإنجليزية)